# Štodra
Štodra (cyr. Штодра) – wieś w Czarnogórze, w gminie Ulcinj. W 2011 roku liczyła 111 mieszkańców.